# Służba dyspozytorska
Służba dyspozytorska – jest to komórka organizacyjna uprawniona do prowadzenia ruchu sieci elektroenergetycznej i kierowania pracą jednostek wytwórczych.